# 霍尔恩施泰因宫

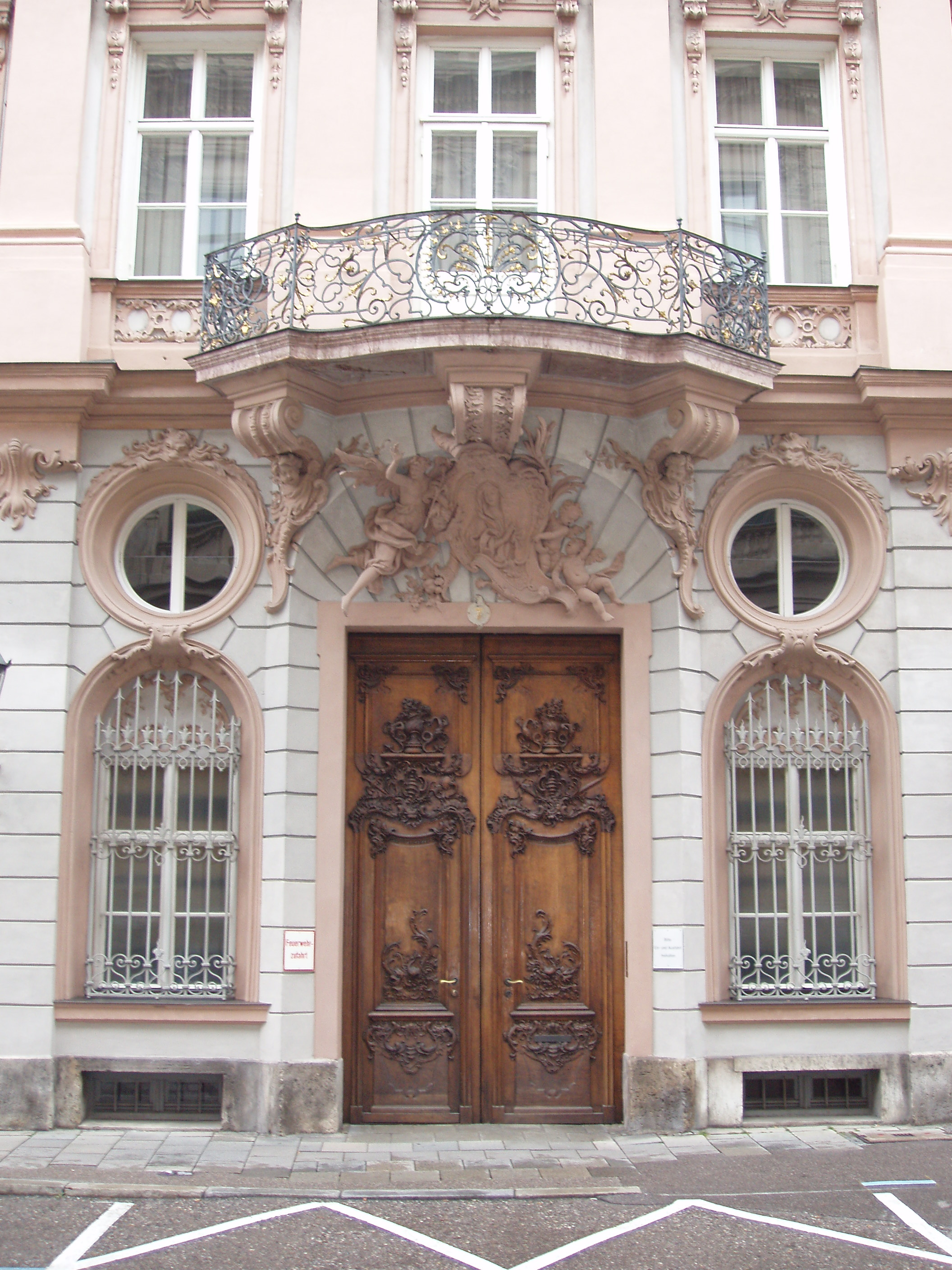
霍尔恩施泰因宫大门

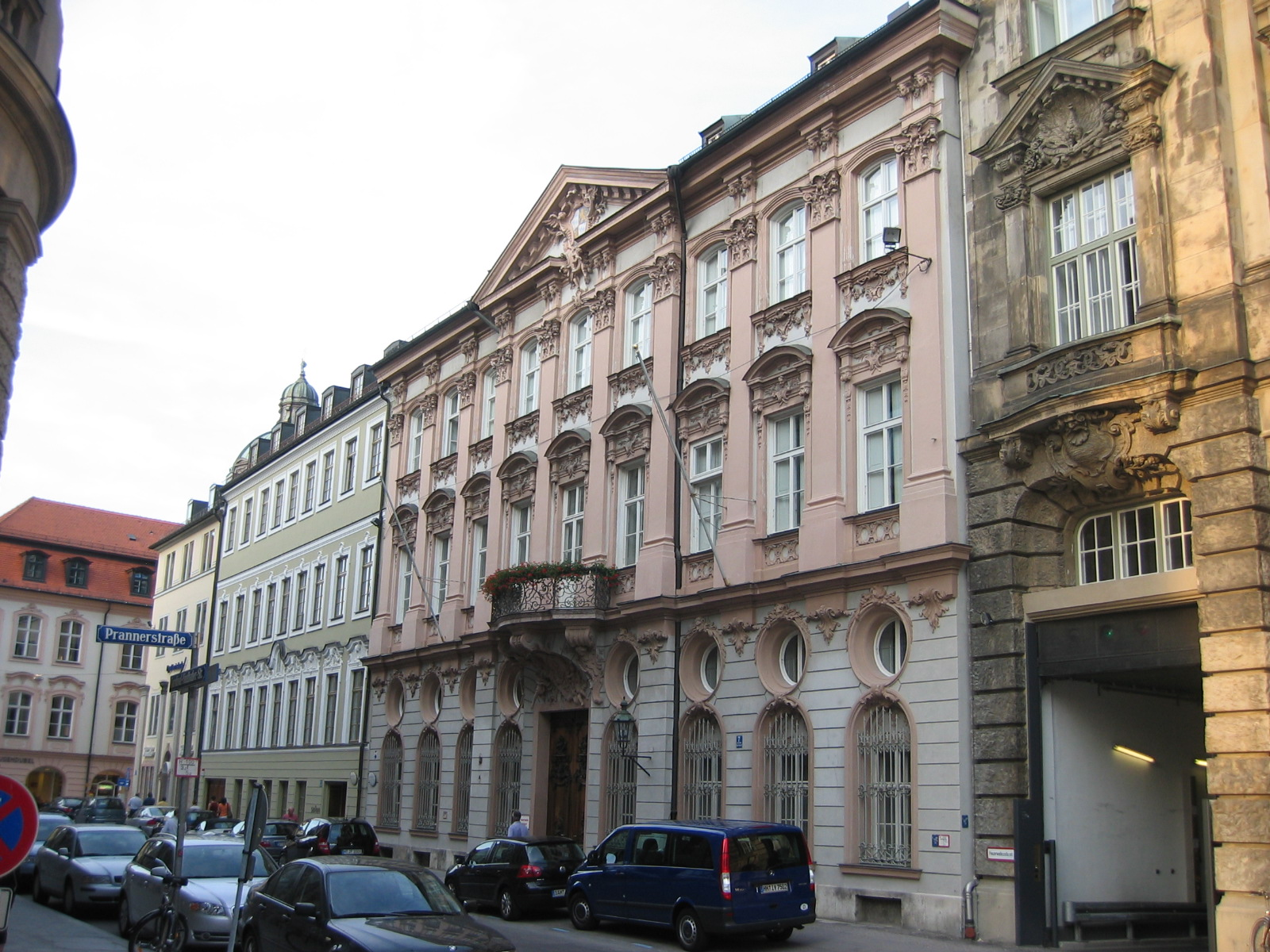
霍尔恩施泰因宫

霍尔恩施泰因宫（Palais Holnstein）是德国南部城市慕尼黑的一座历史建筑，自1818年成为天主教慕尼黑-弗赖辛总教区总主教的府邸。
弗兰索瓦·德·屈维利埃在1733和1737之间兴建了这座豪宅，主人是选帝侯查理·阿尔伯特的情妇霍尔恩施泰因伯爵夫人。室内装饰 出自约翰·巴普蒂斯特·齐默尔曼之手。这是慕尼黑最好的洛可可风格的宫殿。该建筑不向公众开放，只能看见其优雅的立面。
自1977年至1982年，霍尔恩施泰因宫为若瑟·拉辛格总主教（本笃十六世）的府邸。2006年9月访问时仍住在此处。
48°08′28″N 11°34′30″E / 48.14111°N 11.57500°E